# New York Fashion Week
New York Fashion Week er en modeuge, der afholdes to gange årligt i New York City i februar og september måned. New York Fashion Week blev afholdt første gang i 1943.
New York Fashion Week er en af de fire store modeuger; de øvrige afholdes i Paris, London og Milano.